# Kanton Chaudes-Aigues
Chaudes-Aigues is een voormalig kanton van het Franse departement Cantal. Het kanton maakte deel uit van het arrondissement Saint-Flour. Het kanton is opgeheven bij decreet van 13 februari 2014, met uitwerking op 22 maart 2015. Alle gemeenten werden opgenomen in het kanton Neuvéglise-sur-Truyère

## Gemeenten
Het kanton Chaudes-Aigues omvatte de volgende gemeenten:
- Anterrieux
- Chaudes-Aigues (hoofdplaats)
- Deux-Verges
- Espinasse
- Fridefont
- Jabrun
- Lieutadès
- Maurines
- Saint-Martial
- Saint-Rémy-de-Chaudes-Aigues
- Saint-Urcize
- La Trinitat